# Tomme rum
|  | For andre betydninger, se Verdensrummet eller Vakuum |
Tomme rum er en film instrueret af Cæcilia Holbek Trier.

## Handling
Om de tanker og følelser der gør sig gældende for både mor og datter og lillesøster, når man som ung så småt begynder at gøre sig tanker om at flytte hjemmefra og blive voksen, og ikke mindst adskillelsen mellem mor og datter. Vi er til stede i en familie, i den periode hvor et barn ruster sig til at flytte hjemmefra. Det er en film for forældre, børn og søskende. Den er lavet for at dele oplevelsen, så man måske kan ruste sig til processen, selv om man ikke kan undgå separationen. Vi oplever den langsomme, men ubønhørlige bevægelse, stål mod stål, snappet af saksens endelige klip gennem navlestrengen. Et køkken-requiem for tre kvinder.